# SPK
SPK was een Australische industriële muziek- en noise-muziekband, opgericht in 1978 in Sydney. Ze werden geleid door het vaste lid Graeme Revell op keyboards en percussie. In 1980 reisde de band naar het Verenigd Koninkrijk, waar ze hun debuutalbum Information Overload Unit uitbrachten. In 1983 trad Sinan Leong toe op zang. De groep stopte in 1988. Twee jaar later verhuisden Revell en Leong naar de Verenigde Staten, waar Revell werkt als componist van Hollywood-filmmuziek. Volgens de Australische rockmuziekhistoricus Ian McFarlane stond SPK in de voorhoede van de lokale postpunk, elektronische/experimentele beweging van de late jaren 1970. Hun muziek evolueerde van discordante, industriële sterke metalnoise naar verfijnde en ingetogen dancerock met vreemde kenmerken.

## Bezetting
Voormalige leden
- Graeme Revell
- Neil Hill
- Danny Rumour
- David Virgin
- Dominik Guerin
- James Pinker
- Karel van Bergen
- John Murphy
- Derek Thompson
- Brian Williams
- Sinan Leong
- Jeff Bartolomei
- Mary Bradfield-Taylor
- Sam McNally
- Jan Thornton
- Karina Hayes
- Paul Charlier
- Kit Quarry

## Geschiedenis
SPK werd opgericht in 1978 in Sydney, toen de in Nieuw-Zeeland geboren Graeme Revell (EMS AKS, Operator, Oblivion) Neil Hill ontmoette. Revell werkte als verpleger op een psychiatrische afdeling in het Callan Park Hospital, waar Hill ook werkte. Hill en Revell deelden een huis en een interesse in het manifest van de Duitse radicale marxistische groep, die bekend staat als Sozialistisches Patienten Kollektiv (SPK). Het duo werd beïnvloed door Kraftwerk, Can, Neu!, Faust en John Cage en begonnen hun eigen verscheidenheid aan industriële muziek te spelen als SPK. Volgens rockmuziekhistoricus Ian McFarlane wordt de afkorting SPK afwisselend gegeven als SoliPsiK, SepPuKu, Surgical Penis Klinik, System Planning Korporation en Sozialistisches Patienten Kollektiv. De band rekruteerde de twee tieners Danny Rumor (later van The Cruel Sea) op leadgitaar en David Virgin op basgitaar (beide ex-Ugly Mirrors en ging verder met het formeren van Sekret Sekret) op vroege opnames van SPK in 1979. In dat jaar brachten ze onafhankelijk van elkaar drie 7"-persingen uit: SoliPsiK als een ep met drie nummers in april, Factory als single in augustus en Mekano in november.
Dominik Guerin (ook bekend als Tone Generator) sloot zich in 1980 aan met synthesizers en concentreerde zich later op de visuele inhoud van de band. In mei brachten ze de ep Meat Processing Section uit als Surgical Penis Klinik. Zonder Hill verhuisde SPK naar Londen, waar Guerin en Revell hun debuutalbum Information Overload Unit opnamen in een kraakpand in Vauxhall met de hulp van Revells broer Ashley Revell (ook bekend als Mr.Clean) en Mike Wilkins (gitaar, basgitaar, achtergrondzang). Het album gaat over psychotische toestanden en mentale retardatie. De oorspronkelijke uitgave van 1981 bij Side Effects heeft een zwarte omslag met een kleine afbeelding van het hoofd dat wordt geopereerd, de versie van 1985 bij Normal is blauw en stelt een man in een rolstoel voor en de heruitgave van de cd uit 1992 heeft System Planning Korporation met de initialen SPK gemarkeerd in rood. McFarlane suggereerde dat het harde, dreunende geluid van het album fans van Throbbing Gristle en het vroege Cabaret Voltaire aansprak. In juni 1980 brachten ze de single Slogun uit, met teksten geïnspireerd op het marxistische manifest: Kill, Kill, Kill voor innerlijke vrede/Bomb, Bomb, Bomb voor geestelijke gezondheid/Therapie door geweld! Andere muzikanten die met SPK werkten waren James Pinker (drums, percussie) en Karel van Bergen (viool, zang), die met hen op tournee gingen naar de Verenigde Staten. In juli 1981 bracht het M Squared label in Australië nog de single See Saw uit. De omslag toont SoliPsiK met leden als Kitka (ook bekend als Kit Katalog), Sushi (ook bekend als Margaret Hill), Charlyiev (ook bekend als Paul Charlier) en Skorne (Neil Hill). Beide nummers zijn mede geschreven door Charlier en Hill.
In 1982 werden Guerin en Revell van SPK vergezeld door Brian Williams (ook bekend als Lustmord), John Murphy van Forresta di Ferro (ook bekend als Kraang) en Derek Thompson (die later een korte periode in The Cure speelde en later ging opnemen als Hoodlum Priest) . Het tweede album The Scream of the Corpse (1982) van SPK toont Socialist Patients Collective. Na de opname werden ze vergezeld door Sinan Leong op zang, die aanvankelijk auditie had gedaan voor het geplande SPK-zijproject Dance Macabre. Leong en Revell trouwden later. In 1983 verliet Thompson SPK, omdat Revell een zeer commercieel klinkend album wilde maken. McFarlane ontdekte dat SPK de aanpak enigszins had afgezwakt met waarneembare synth-melodieën en dancebeats, die tussen de geluiden door naar voren kwamen. In augustus 1983 bracht de band het verzamelalbum Auto Da Fé uit, waarop SepPuKu te zien is, geschreven met SPK in rode hoofdletters. Het bevatte drie in 1981 opgenomen studionummers. Bush suggereerde dat het album het begin was van een meer georganiseerde aanpak voor SPK-materiaal, Auto Da-Fé presenteert een intrigerende industriële-discofusie, die doet denken aan eersteklas hedendaags materiaal van Cabaret Voltaire en DAF. Hoewel fans het waarschijnlijk beschouwden als een gewetenloze crossover-poging, is het achteraf nog steeds vrij experimenteel. De drie nummers tellende ep Dekompositiones (ook van SepPuKu) volgde kort daarna. De nummers zijn toegevoegd aan een latere versie van Auto Da Fé.
Begin februari 1984, vlak voor zijn 28e verjaardag, pleegde Neil Hill zelfmoord. Twee dagen later stierf zijn vrouw Margaret Hill-Nikitenko als gevolg van complicaties door anorexia. In maart bracht SPK nog de single Metal Dance uit, mede geschreven door Revell, Leong en Thompson. SPK keerde terug naar Australië voor een tournee en nam hun derde album Machine Age Voodoo op in Sydney, dat in 1984 werd uitgegeven bij WEA Records. Voor het album werden Revell en Leong van SPK vergezeld door Jeff Bartolomei op keyboards, Mary Bradfield-Taylor op zang, Graham Jesse op saxofoon, James Kelly op gitaar, Sam McNally op keyboards en Phil Scorgie op basgitaar. McFarlane zag het album als gemengde mainstream disco-pop en zoete zang met elektronische experimenten (een soort van zoals Blondie meets Kraftwerk), terwijl Bush het gevoel had dat het weer een sprong was richting dancerock en weg van het industriële verleden van de band. Het album bracht in 1985 de single Junk Funk voort.
Leong en Revell keerden terug naar Australië en voegden Karina Hayes toe als zangeres. Ze brachten Zamia Lehmanni: Songs of Byzantine Flowers uit in 1986, wat de single In Flagrante Delicto opleverde. Het werd gevolgd door Digitalis Ambigua: Gold & Poison in 1987. Sean Carruthers van Allmusic merkte op dat Revell zich in een overgangsperiode bevond tussen het industriële geluid van de eerste jaren en zijn latere soundtrackwerk. In 1988 bracht de band het live-album Oceania ... In Performance 1987 uit, maar werd in de loop van het jaar ontbonden. In 1989 ging Revell aan de slag met partituren en soundtracks. Het nummer In Flagrante Delicto werd door Revell gebruikt voor zijn werk aan de soundtrack van de film Dead Calm uit 1989. In 1991 waren Leong en Revell naar Los Angeles verhuisd. McFarlane beschouwde SPK als in de voorhoede van de lokale post-punk, elektronische/experimentele beweging van de late jaren 1970. Hun muziek evolueerde van discordante, industrieel sterke metal noise naar verfijnde en ingetogen dance-rock met vreemde attributen.

## Acroniem
De betekenis van de afkorting SPK is opzettelijk onduidelijk. De albumhoezen suggereren verschillende alternatieven. De meest bekende is Sozialistisches PatientenKollektiv, maar er zijn er ook andere, zoals Surgical Penis Klinik, Suave Poronga Kinoto, System Planning Korporation, SePuKku, Selective Pornography Kontrol, Special Programming Korps, Sushi Patata Kalabacita en SoliPsiK

## Werken
De meest opvallende opnames van SPK zijn vroeg: Information Overload Unit, Leichenschrei en AutoDaFe. De muziek van SPK laat zich het beste omschrijven als verontrustend en psychologisch desoriënterend, in lijn met hun nihilistische, subversieve filosofie. Live-uitvoeringen waren onder meer videobegeleiding (waarvan sommige werden uitgegeven in twee Twin Vison-video's, Despair en Two Autopsy Films), transgressieve uitvoeringen met karkassen van dieren en andere pogingen om het publiek ongemakkelijk te maken. De groep publiceerde manifesten, zoals DoKuments 1 en 2, The Post-Industrial Strategy, die verschenen in RE / Search's Industrial Culture Handbook. Er is een duidelijke tweedeling tussen de vroege industriële SPK (1978–83) en de meer commerciële muziek die later de voorkeur geniet van Revell. Latere publicaties, zoals Machine Age Voodoo (1984), waren meer synthpop-georiënteerd dan industrieel. Nog later stapte de band over op elektronisch orkestwerk, met het uitbrengen van Zamia Lehmanni: Songs of Byzantine Flowers (1986).

## Discografie

### Albums
- 1981: Information Overload Unit (lp/cd)
- 1982: Leichenschrei (lp/cd)
- 1984: Machine Age Voodoo (lp)
- 1986: Zamia Lehmanni: Songs of Byzantine Flowers (lp/cd)
- 1987: Digitalis Ambigua: Gold & Poison (lp/cd)
- 1988: Oceania Live (lp/cd)

### Compilaties
- 1983: Auto-Da-Fé (lp/cd)
- 1992: Box (cd)

### Singles, ep's, cassettes
- 1979: No More/Kontakt/Germanik (single)
- 1979: Factory/Retard/Slogun (single)
- 1979: Mekano/Kontakt/Slogun (single)
- 1980: Meat Processing Section ep (Slogun/Mekano) (single)
- 1981: See Saw/Chambermusik (als SoliPsiK) (single)
- 1981: At The Crypt (cassette) - Sterile Records
- 1982: Last Attempt at Paradise (cassette)
- 1983: Dekompositiones (12" ep)
- 1983: From Science To Ritual (cassette)
- 1983: Metal Dance (single)
- 1984: Junk Funk (single)
- 1985: Flesh & Steel (single)
- 1986: In Flagrante Delicto (single)
- 1987: Off the Deep End (single)
- 1987: Breathless (single)

### Video's en films
- 1982: Despair - SPK Video door Twin Vision
- 1983: Two Autopsy Films - SPK Video door Twin Vision
- 2007: Despair - Digitally extracted DVD door Twin Vision